# Daewoo Lacetti
La Daewoo Lacetti (abbreviazione di Nubira Lacetti) è un'autovettura prodotta dal gruppo General Motors dal 2002 al 2009, commercializzata in Europa con il marchio Daewoo tra il 2004 e il 2005. Da quell'anno in poi ha adottato il marchio Chevrolet anche in quest'ultimo mercato ed è rimasta in produzione fino al 2009.
L'auto è stata prodotta in due distinte generazioni, di cui la seconda è stata commercializzata come Daewoo Lacetti Premiere solo in Corea del Sud fino al 2011 mentre in Europa è stata sostituita dalla versione hatchback della Chevrolet Cruze.
Essendo presente a livello globale, è stata venduta sotto diversi marchi e nomi in tutto il mondo anche come Chevrolet Optra, Suzuki Reno, Holden Viva, Daewoo Gentra e Ravon Gentra.

## Prima generazione (2002-2009)
La prima serie è stata presentata nel 2002 al Salone dell'auto di Seul. Disegnata da Giorgetto Giugiaro tramite la sua azienda Italdesign, la Lacetti non è altro che la versione hatchback della Daewoo Nubira, dalla quale riprende la piattaforma di base. Frutto di un progetto della General Motors che prevedeva la produzione di una vettura destinata ad essere venduta in tutto il mondo ad un prezzo concorrenziale, la Lacetti ha debuttato in Europa al Salone dell'automobile di Ginevra nel 2004.

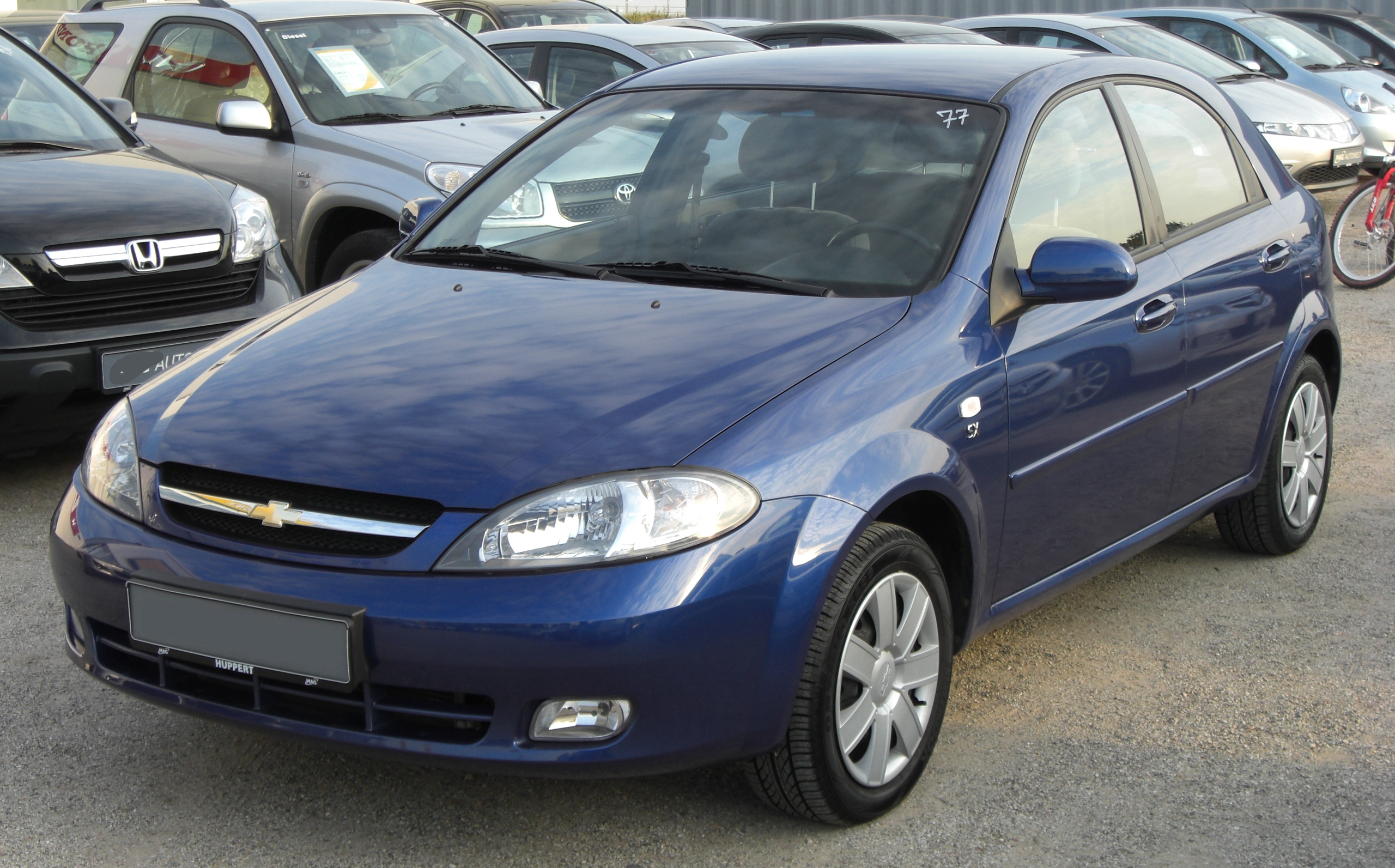
Chevrolet Lacetti del 2008

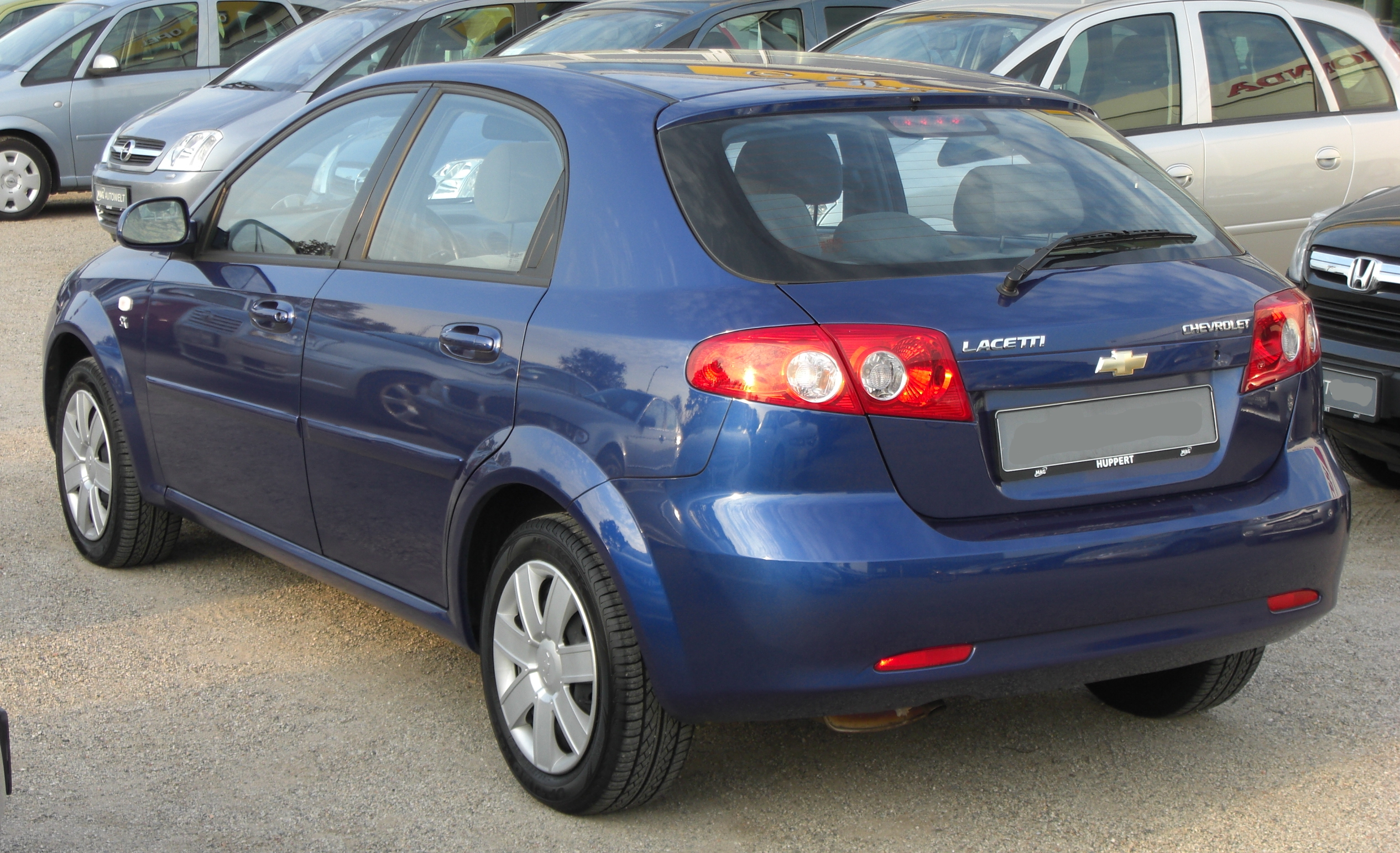
Chevrolet Lacetti del 2008 (retro)

Il telaio progettato per resistere ai fondi stradali dissestati dei paesi emergenti adotta sospensioni anteriori MacPherson e al retrotreno il classico schema a ponte torcente poco costoso da produrre. La linea semplice senza inutili tocchi di originalità si è fatta apprezzare soprattutto nel mercato interno. La carrozzeria a cinque porte è stata studiata per ottenere una massima sfruttabilità e comodità dell'abitacolo.
Gli interni, ripresi dalla Nubira Station Wagon J200, sono stati progettati utilizzando materiali di discreta qualità evitando di incrementare inutilmente i costi di produzione. Per le versioni destinate ai mercati americani erano disponibili rifiniture per la plancia di colore alluminio e in simil radica.
Erano disponibili 3 allestimenti: SE, SX e CDX. L'ultimo era disponibile solo per le Lacetti più potenti.
SE comprendeva chiusura centralizzata, aria condizionata, 2 airbag, ABS, 4 freni a disco; SX aggiungeva fendinebbia, specchietti elettrici, 4 finestrini elettrici, bracciolo, porta occhiali da sole, volante multifunzione; CDX aggiungeva cerchi in lega, sensore pioggia, specchietti richiudibili e climatizzatore automatico.

### Il passaggio al marchio Chevrolet in Europa
In seguito ad una riorganizzazione all'interno della General Motors, nel gennaio 2005 il marchio Daewoo è stato sostituito nel mercato europeo da Chevrolet. Tutte le vetture prodotte fino ad allora con il marchio coreano subirono di conseguenza un restyling per cui adottarono il logo della Casa americana.

### Motorizzazioni
In Europa la Lacetti venne equipaggiata con tre propulsori benzina da 1.4, 1.6 e 1.8 litri capaci di 94 (95), 109 e 122 cavalli (propulsori facenti parte della famiglia motoristica Ecotec) mentre dal 2007 grazie ad un accordo effettuato dalla General Motors con l'italiana VM Motori alla gamma si aggiunse anche un turbodiesel 2,0 litri common-rail da 121 cavalli siglato TCDI. Nei mercati asiatici e americani la vettura adottava anche un 2,0 litri benzina da 133 cavalli.
| Modello                     | Disponibilità       | Motore                           | Cilindrata cm³ | Potenza        | Coppia max              | Emissioni CO2 (g/Km) | 0–100 km/h (secondi) | Velocità max (Km/h) | Consumo medio (Km/l) |
| 1.4 E-Tec 16V               | dal debutto al 2005 | 4 cilindri in linea, Benzina     | 1.399          | 69 kW (94 CV)  | 130 N·m @3.400 giri/min | 171                  | 11,6                 | 175                 | 14                   |
| 1.4 E-Tec 16V GPL           | dal debutto al 2005 | 4 cilindri in linea, Benzina/GPL | 1.399          | 69 kW (94 CV)  | 130 N·m @3.400 giri/min | 154                  | 11,9                 | 170                 | 10,5                 |
| 1.4 E-Tec 16V               | dal 2005 al 2010    | 4 cilindri in linea, Benzina     | 1.399          | 70 kW (95 CV)  | 131 N·m @3.400 giri/min | 171                  | 11,6                 | 175                 | 13,8                 |
| 1.4 E-Tec 16V Eco Logic GPL | dal 2005 al 2010    | 4 cilindri in linea, Benzina/GPL | 1.399          | 70 kW (95 CV)  | 131 N·m @3.400 giri/min | 154                  | 11,6                 | 175                 | 10,4                 |
| 1.6 E-Tec 16V               | dal debutto al 2005 | 4 cilindri in linea, Benzina     | 1.598          | 80 kW (109 CV) | 150 N·m @4.000 giri/min | 178                  | 10,7                 | 187                 | 14                   |
| 2.0 TCDi 16V                | dal 2007 al 2010    | 4 cilindri in linea, Gasolio     | 1.991          | 89 kW (121 CV) | 280 N·m @2.000 giri/min | 149                  | 9,8                  | 186                 | 17,5                 |

### Chevrolet Lacetti Eco Logic
Una versione a GPL entrò in listino già nel 2005 denominata Lacetti Dual Power che abbinava alle motorizzazioni 1.4 e 1.6 16V un impianto a Gas prodotto dalla BRC. Dal 2007 la Lacetti 1.4 venne riomologata dalla casa costruttrice per godere dei contributi statali in Italia. Questa nuova versione assunse la denominazione Lacetti Eco Logic. La Chevrolet dichiarava emissioni pari a 171 grammi di anidride carbonica emesse ogni chilometro nel ciclo misto.

### La Lacetti nei mercati esteri
Come la Nubira da cui deriva, anche la Lacetti è stata una delle principali world car del gruppo GM; di conseguenza la vettura ha assunto denominazioni differenti a seconda dei mercati. In Europa venne inizialmente venduta come Daewoo e dal 2005 come Chevrolet, e con la denominazione Lacetti furono vendute anche le Nubira J200 nei mercati est-europei. In Corea, invece, la vettura ha continuato ad essere prodotta con il marchio Daewoo. Negli Stati Uniti la Lacetti era conosciuta come Suzuki Reno mentre in Canada e India veniva venduta come Chevrolet Optra. In Cina continua ad essere conosciuta come Buick Excelle HRV mentre in Australia è stata venduta fino al 2008 come Holden Viva.

### Produzione
Uscita di produzione nel 2009, sostituita in Europa dalla Chevrolet Cruze, la prima generazione della Lacetti era assemblata presso negli impianti di Bupyeong (Corea del Sud, da cui venivano importati gli esemplari destinati al mercato europeo), Bogotà (Colombia) e Rayong (Thailandia).

### Attività sportiva
La Lacetti è stata scelta dalla Chevrolet come autovettura da iscrivere al campionato WTCC del 2005. Pilotata da Alain Menu, Nicola Larini e Robert Huff, la vettura presentava un propulsore 4 cilindri con lubrificazione a carter umido. Tale motore era gestito da un cambio sequenziale Hewland a 6 marce. La sospensione anteriore era costituita da ammortizzatori McPherson a gas, molle elicoidali e barra antirollio, mentre quella posteriore era formata da assale doppio, molle elicoidali, ammortizzatori a gas e barra antirollio. L'impianto frenante era composto da quattro freni a disco.

### Sicurezza
La Lacetti è stata sottoposta ai crash test australiani ANCAP nel 2005 (denominata Holden Viva) ricevendo una valutazione complessiva di 4 stelle. L'ABS non era di serie ma optional e l'ESP non era disponibile neppure a pagamento.

## Seconda generazione (dal 2009 al 2011)
La seconda serie della Lacetti viene commercializzata dal 2009 soltanto in Corea. La vettura in realtà non è altro che una Chevrolet Cruze con la sola eccezione del logo Daewoo, denominata Lacetti Premiere per sottolineare le numerose qualità apportate al nuovo progetto sviluppato su un'inedita piattaforma (Delta II), che avrebbe fatto da base anche alla quarta generazione della Opel Astra. La nuova Lacetti Premiere, rispetto alla precedente serie, abbandona la carrozzeria cinque porte per adottare un più tradizionale schema di una berlina tre volumi a quattro porte.
Nel 2011 è uscita di produzione, abbandonando anche in Corea il marchio Daewoo e sostituendolo con quello Chevrolet, ormai presente a livello globale.